# Ionel Perlea
Ionel (Jonel) Perlea (n. 13 decembrie 1900, Ograda, România – d. 29 iulie 1970, New York City, New York, SUA) a fost un dirijor și compozitor român, din tată român (Victor Perlea) și mamă germană (Margarethe Haberlein).

## Date biografice
Între 1918 și 1923 studiază compoziția și dirijatul cu Anton Beer-Walbrunn în München și Paul Gräner și Otto Lohse în Leipzig.
La 17 octombrie 1919 dă primul concert la Ateneul Român din București, în dublă ipostază de interpret și compozitor. În 1926 Ionel Perlea obține Premiul de compoziție George Enescu pentru "Quartetul de coarde op.10".
În stagiunea 1927-1928 a fost angajat ca dirijor al Operei Române din Cluj. În anii 1929 și 1932 ; 1936 și 1944 funcționează ca dirijor iar între 1929 și 1932 ; 1934 și 1936 ca director muzical al Operei Naționale din București.
Anul 1945 îl găsește pe Ionel Perlea la pupitrul Operei din Roma. Succesul obținut determină conducerea de la Teatro alla Scala din Milano să-i ofere un angajament permanent la pupitrul acestei prodigioase scene lirice, care a însemnat consacrarea sa definitivă pe plan internațional.
Debutează în 1949 la Metropolitan Opera din New York cu opera Tristan și Isolda de Richard Wagner.
Apoi a fost un sezon cu San Francisco Opera Company, a fost dirijor invitat al Orchestrei Simfonice NBC" și director muzical al Grand Opera Festival din San Antonio, Texas în 1951.
La recomandarea lui Arturo Toscanini, care îl desemnează ca urmaș al său dăruindu-i propria baghetă, Ionel Perlea semnează un contract cu Connecticut Symphony Orchestra în anul 1955 și va rămâne acolo până în 1965. Urmând aceluiași Toscanini funcționează în perioadele 1952-1959 și 1965-1970 ca profesor de artă dirijorală la Manhattan School of Music din New York.
Din nefericire suferă un atac vascular cerebral cu paralizia parțială a brațului drept. Cu eforturi mari a învățat să dirijeze numai cu mâna stângă și a reușit o performanță memorabilă cu opera Tosca de Giacomo Puccini.
În 1969 Ionel Perlea dă ultimele sale concerte în București în Sala Palatului și la Ateneul Român.
În timpul carierei sale artistice a condus numeroase spectacole de operă în Viena, Paris, Buenos Aires, Florența, Chicago și a apărut la pupitrul unor prestigioase orchestre, în special în Statele Unite ale Americii.
Printre compozițiile sale se numără un concert pentru vioară și orchestră, piese de muzică de cameră, muzică simfonică. A lăsat numeroase înregistrări pe discuri din repertoriul simfonic sau de operă.
Ionel Perlea a încetat din viață la 29 iulie 1970.
Este de menționat faptul că Ionel Perlea a fost cumnatul lui Mircea Eliade. El a fost căsătorit cu Lizzete Cotescu, sora lui Georgette (Christinel) Eliade.
Amândouă surorile provin pe linie de mama din familia Sendrea, una dintre cele mai vechi familii aristocratice din Moldova. Unicul copil al familiei Perlea este Jenica. Acesta trăiește în Franța.

## Întoarcerea sa în România
După decesul tatălui său, la 12 ani, Ionel Perlea pleacă în Germania cu mama sa. Din cauza războaielor mondiale, acesta nu a mai putut să se întoarcă deoarece statul român îl considera trădător. În 1969, Ionel Perlea se întoarce în România pentru a da 3 concerte și a revedea casa din Ograda. Casa memorială este inclusă pe lista monumentelor istorice din România (IL-II-m-B-14149), fiind administrată de Centrul Cultural „Ionel Perlea“ Ialomița.